# 大阪府道17号枚方高槻線
大阪府道17号枚方高槻線（おおさかふどう17ごう ひらかたたかつきせん）は、大阪府枚方市から高槻市に至る主要地方道に指定された府道である。

## 概要
- 枚方市から高槻市を結ぶ主要道である。ただし、枚方市の学研都市線長尾駅付近には、一方通行が存在しており、起点から終点までの西行きは、走破は不可能である。終点から起点までの東行きは、走破可能。
- 未開通区間である淀川渡河部分は、新名神高速道路のアクセス路として新橋（仮称・高槻大橋）を整備する計画（都市計画道路牧野高槻線、地域高規格道路候補路線・新名神連絡道路）があり、令和元年度事前評価では、

令和2年(2020年)度〜：測量・設計
令和3年(2021年)度〜：用地買収
令和5年(2023年)度～：工事着手
令和11年(2029年)度：完成
の見込みとなっている。
淀川の両岸部は狭隘路が指定されていると同時に高槻市側では高槻市営バスの路線が前島の淀川堤防手前まで運行している。また、枚方市長尾地区にも、車輛同士のすれ違いが困難な狭隘区間や、ごくわずかな距離だが一方通行区間が存在する。

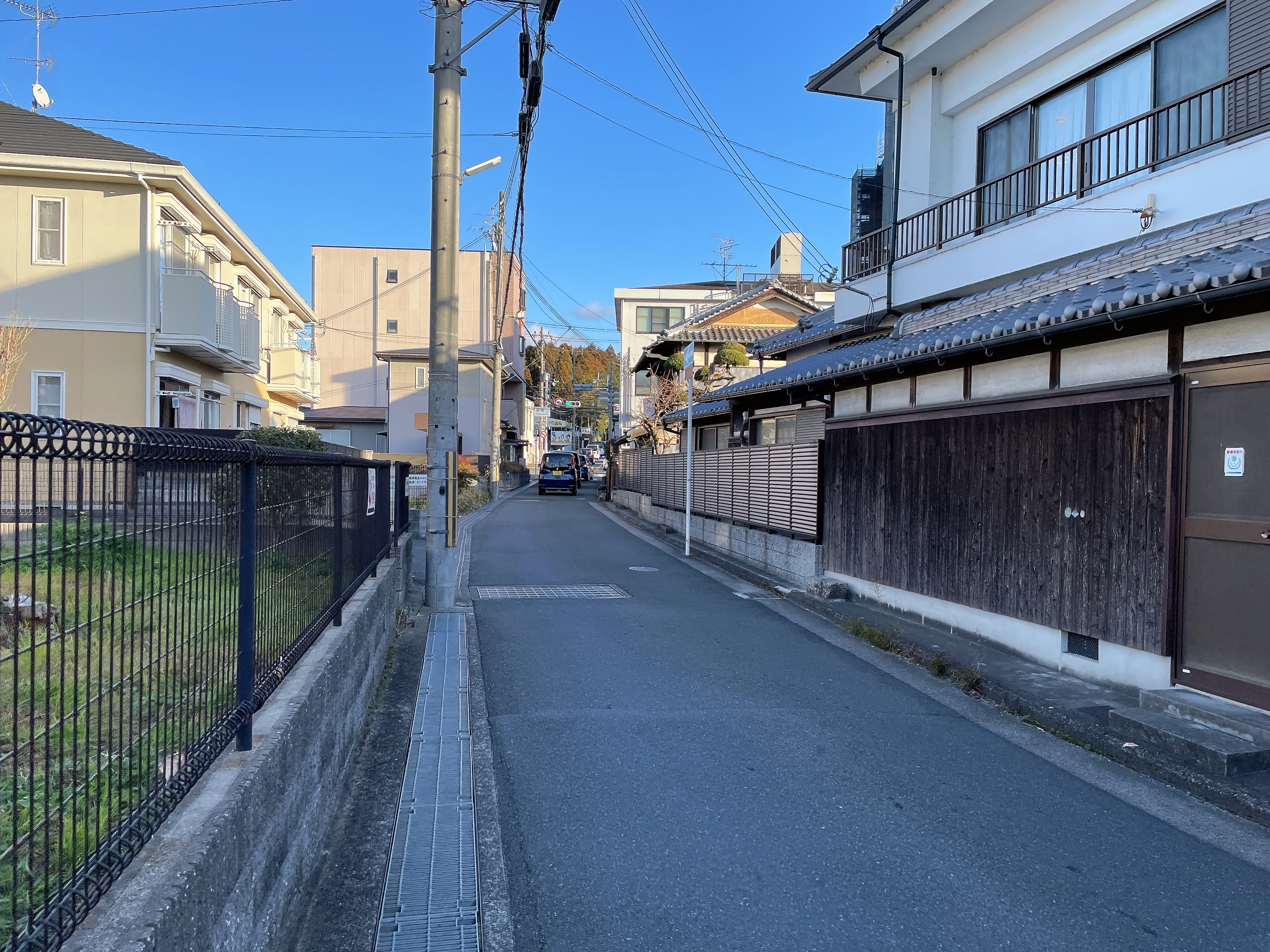
大阪府道17号線の長尾駅付近にある一方通行区間。大阪府枚方市長尾元町5丁目で撮影。

### 路線データ
- 起点：大阪府枚方市大字尊延寺
- 終点：大阪府高槻市藤の里町（城東町交差点）
- 路線延長：12.139 km[1]

## 歴史
- 1983年（昭和58年）1月31日 - 大阪府が枚方高槻線（枚方市 - 高槻市、整理番号162号）として府道路線認定[2]。
- 2003年（平成15年）3月24日 - 枚方市大字尊延寺の京都府界付近から同市杉1丁目交差点にかけて、都市計画道路枚方東部線の一部として建設された約2.8 kmを国道307号の実質的なバイパス道路として供用開始[3][4]。
- 2011年（平成23年）4月1日 - 2003年に供用開始した区間が国道307号の経路となり、重用区間が生じる[5]。

## 路線状況
都市計画道路枚方高槻線は国道170号として供用済みである。

### 未供用区間
- 枚方市西牧野（淀川左岸） - 高槻市前島（淀川右岸）

### 重複区間
- 国道307号（枚方市大字尊延寺 - 枚方市杉・杉1丁目交差点）
- 大阪府道13号京都守口線（枚方市牧野下島町・牧野橋交差点 - 枚方市牧野阪・牧野駅前交差点）

## 地理

### 通過する自治体
- 大阪府
  - 枚方市 - 高槻市

### 交差する道路
枚方市
- 大阪府道71号枚方山城線：大字尊延寺（起点）
- 国道307号：大字尊延寺（起点） - 杉1丁目交差点（重用）
- 国道1号バイパス：長尾台3丁目交差点
- 第二京阪道路：枚方東IC
- 大阪府道736号交野久御山線：長尾口交差点
- 国道1号：招提交差点
- 大阪府道18号枚方交野寝屋川線旧道：招提中町二丁目
- 大阪府道18号枚方交野寝屋川線新道：招提口交差点
- 大阪府道13号京都守口線：牧野橋交差点 - 牧野駅前交差点（重用）

高槻市
- 大阪府道125号安満前島線：高槻市前島
- 国道170号（大阪府道6号枚方亀岡線重用）：城東町交差点（終点）

### 沿線
- 関西外国語大学短期大学部
- 大阪国際大学
- 大阪歯科大学枚方分校